# Coût complet
Les coûts complets est une méthode de calcul avancée permettant de déterminer le coût de revient d’un produit vendu. Les coûts complets correspondent à la somme de tous les coûts liés à la fabrication jusqu'à la vente d’un produit. Une détermination pertinente des coûts complets est indispensable afin de fixer un prix de vente, permettant d’une part d’être rentable et d'autre part d'analyser la compétitivité du prix déterminé.

## Coûts directs et indirects
Les coûts complets sont divisés en deux types de coûts, dont l’un est le coût direct. Partie intégrante des coûts complets, le coût direct est directement associé à la conception d’un produit.
Pour déterminer le coût direct, il est nécessaire de recenser les charges afférentes à la conception du produit. Le but étant de déterminer pour chaque produit, la part de consommation de charges afin d’établir une partie du coût complet.
Les charges composant le coût direct sont souvent les matières utilisées pour la conception, ou le temps/homme passé sur chaque produit. Ces charges composent en partie les coûts complets.
Le second est le coût indirect. Déterminer la part de chacune des charges globales à un produit est un véritable parcours du combattant. La répartition pour certaines charges est simple mais il n'en va pas de même pour d'autres.
La prise en compte des charges indirectes d’approvisionnement (transport des marchandises…), de production (électricité…), ou de distribution (marges arrière de la grande distribution…) pour le calcul des coûts complets.

## Le traitement des charges indirectes dans les centres d’analyse
La complexité(2?) de cette opération oblige à distinguer plusieurs étapes : il faut commencer par définir la notion de centre d’analyse ; ensuite pourra être précisé ce que l’on entend par répartition primaire et secondaire ; enfin, pourront être étudiées plus en détail les modalités pratiques d’affectation des charges
à l’aide de clés de répartition.
- Les centres d’analyse :

Un centre d’analyse(3?) est « une subdivision comptable de l’entreprise où sont analysés et regroupés les éléments de charges indirectes préalablement à leur imputation aux coûts ».
Deux critères procèdent à la définition des centres d’analyse :
ils doivent correspondre autant que possible à une division réelle de l’entreprise ou à l’exercice d’une responsabilité ;
les charges totalisées dans un centre doivent avoir un comportement commun de telle sorte qu’il soit possible de déterminer une unité de mesure de l’activité de chaque centre.
- Les unités de mesure d’activité :

Les unités d’œuvre :
Les unités d’œuvre représentent l’unité de mesure de l’activité des différents centres.
Elles permettent de :
– fractionner le coût d’un centre d’analyse et d’obtenir un coût par unité d’œuvre ;
– d’imputer une fraction du coût d’un centre d’analyse à un coût de produit à partir du nombre d’unités d’œuvre consommées par la fabrication de ce produit.
Les unités d’œuvre les plus fréquentes sont :
– les heures de main-d’œuvre directe ;
– les heures machine ;
– ou encore les quantités de produits fabriqués par le centre.
L’assiette de répartition :
Il peut être impossible de déterminer une unité d’œuvre physique pour un centre. Dans ce cas, on utilisera pour exprimer son « activité » une base monétaire, l’assiette de répartition (exemple : chiffre d’affaires, coût de production des produits vendus).
L’imputation des charges du centre au coût des produits se fera à l’aide d’un taux de frais défini comme le quotient du total des charges du centre par l’assiette de répartition.

## Le tableau de répartition des charges indirectes
C’est dans le cadre de ce tableau que s’effectue le traitement spécifique des charges dites « Indirectes ». Trois étapes sont repérables :
- 1ére étape : répartition primaire

Les charges indirectes incorporables sont réparties entre tous les centres concernés en fonction :
– de consommation réelle ce qui nécessite des systèmes de mesure installés dans les centres (ex : compteurs divisionnaires pour électricité ou eau)
– de clés de répartition plus ou moins arbitraire.
La totalisation des charges affectées ou imputées dans les centres donne la répartition primaire.
- 2e étape : répartition secondaire

Il s’agit de répartir le total de la répartition primaire des centres auxiliaires dans le coût des centres principaux au profit de qui ils fonctionnent.
Cette cession de charges peut s’effectuer selon deux méthodes :
– par une mesure réelle des prestations fournies : on utilise les consommations de chaque centre principal ;
– par une estimation plus ou moins arbitraire des prestations fournies aux centres principaux : on utilise alors une clé de répartition.
Lors de cette répartition secondaire, il est fréquent qu’il y ait des prestations réciproques ou croisées entre centres auxiliaires
Par définition, les centres auxiliaires travaillent au profit des centres principaux. En conséquence, la répartition secondaire conduit à « vider » les centres auxiliaires des charges qui y étaient affectées : le total des charges de ces centres doit donc être nul.
Il s’agit seulement d’une redistribution des charges entre les centres. C’est pourquoi le total de la répartition secondaire doit toujours rester égal au total de la répartition primaire.
- 3eme étape : calcul des coûts d’unité d’œuvre de chaque centre

Le total de la répartition secondaire de chaque centre d’analyse est fractionné en un coût unitaire en fonction du nombre d’unités d’œuvre de chaque centre.
Chaque produit recevra une proportion de charges indirectes qui sera fonction des unités d’œuvre qui auront été nécessaires à sa production.

## Enjeu
Une entreprise est un ensemble complexe :
- les sites ou ateliers de production sont parfois nombreux et rarement uniques ;
- l'entreprise produit généralement plusieurs produits, avec la participation de plusieurs services, ateliers, etc.
- certains services ne participent qu'indirectement à la production.

L'optimisation de la marge suppose que l'on soit capable de déterminer à quel prix revient la production d'une unité d'un produit, qu'il s'agisse de :
- fixer les prix de vente,
- déterminer le programme de production compte tenu des prix de vente,
- répartir ce programme de production entre les sites selon leurs différents coûts de production,
- rechercher les éléments où les réductions sont les plus rentables compte tenu des volumes produits (quels éléments sont les plus chers ? où peut-on faire des économies ? ), etc.

Chaque entité de gestion et sa contribution effective à l'organisation d'ensemble, doit pouvoir être pesée, évaluée et améliorée. 
La méthode des coûts complets, déjà utilisée au XVIe siècle[réf. nécessaire], consiste à calculer les coûts de production des produits (biens ou services) en répartissant les charges directes et indirectes de l'entreprise (celles qui peuvent être affectées directement ou indirectement à un centre de répartition). Cette vision et cette méthode de traitement exhaustif des coûts doit être distinguée de celles où ne sont pris en compte qu'une partie des coûts, comme le direct costing par exemple, où seuls les coûts directs sont pris en considération.

## Méthode

### Caractéristiques de la méthode des coûts complets
La répartition des charges directes, ou coûts dits affectables, ne présente pas de difficultés, car elles peuvent être imputées directement aux produits. Par exemple on peut déterminer relativement facilement ce qu'un produit fini a coûté en matière première. 
D’autres coûts, par contre, ne sont pas facilement et spontanément affectables à un produit. Ils sont utilisés de façon globale à la production, pas pour un produit précisément. Par exemple, l'énergie, les communications téléphoniques, des assurances sont des coûts affectables à l’ensemble d'une production. Ce sont des charges indirectes. 
L'imputation consiste à répartir ces coûts sur plusieurs postes de production, selon des clés de répartition. Ces clés appelées unité d'œuvre, sont en fait des rapports au produit et sont fixées plus ou moins arbitrairement. Il n'existe, en effet, pas de clés pouvant être utilisées dans tous les cas. L'heure de main-d'œuvre directe (HMOD) est une des clés les plus fréquemment utilisées pour répartir les charges indirectes des ateliers de production.
Les divers types de coûts vont être soit distingués, soit regroupés pour être imputés grâce à des clés de répartition simples (taux d'imputation) ou complexes (taux d'imputation applicables via des sections auxiliaires) à des entités analytiques judicieusement choisies :
- soit par fonction dans l’entreprise : production, distribution, administration, étude, etc.
- soit par moyen d’exploitation : magasin, usine, rayon...
- soit par responsabilité : un directeur, un chef de service...
- soit par famille de produits ou produit élémentaire
- etc.

Au bout du compte, on peut parler de coûts complets lorsque tous les coûts imputés ont épuisé l'ensemble des coûts supportés par l’entreprise.
La somme des charges réparties divisée par le nombre de produits permet de trouver le coût de production unitaire qui sert directement comme valeur à utiliser pour les stocks. Ce coût permet en effet de déterminer le coût d'entrée par les méthodes CUMP (coût unitaire moyen pondéré) ou FIFO (First in, first out ; en français  premier entré, premier sorti) par exemple nécessaires à la valorisation des stocks.

### Enjeux de la méthode des coûts complets
Une limite de la méthode des coûts complets est l'emploi massif de la répartition des charges indirectes. Cela entraîne des effets de subventionnement qui masquent les différences de profitabilité entre les produits. La fixation de ces clés est le principal reproche fait à la méthode. En effet, elle suppose que les charges indirectes sont réparties de manière linéaire selon les produits ce qui n'est pas le cas lorsque les produits sont hétérogènes. 
Cette imprécision dans la méthode conduit à imputer plus de charges indirectes sur un produit et donc à alourdir son coût au profit d'un autre produit, selon le principe des vases communicants. Selon le choix de la clé de répartition, le résultat peut être parfois très différent et mener à des décisions erronées. Cette imprécision est d'autant plus importante que la proportion des charges indirectes est très grande.
L'utilisation de cette méthode gagne donc en pertinence lorsque le processus de production est stable, le personnel est peu polyvalent et les produits sont standards. La répartition des charges indirectes devient alors plus pertinente.